# I. e. 388
Évszázadok: i. e. 5. század – i. e. 4. század – i. e. 3. század
Évtizedek: i. e. 430-as évek – i. e. 420-as évek – i. e. 410-es évek – i. e. 400-as évek – i. e. 390-es évek – i. e. 380-as évek – i. e. 370-es évek – i. e. 360-as évek – i. e. 350-es évek – i. e. 340-es évek – i. e. 330-as évek
Évek: i. e. 393 – i. e. 392 – i. e. 391 – i. e. 390 –  i. e. 389 – i. e. 388 – i. e. 387 – i. e. 386 – i. e. 385 – i. e. 384 – i. e. 383

## Események

### Görögország
- A korinthoszi háborúban I. Ageszipolisz spártai király Argosz ellen vonul, de mivel nem találkozik ellenséges sereggel és rossz ómeneket kap, a vidék feldúlása után hazatér.
- Az athéni Thraszübulosz Leszboszon a mütilénéiek segítségével legyőzi az ottani spártai erőket és több várost a maga oldalára állít. A dél-anatóliai Aszpendosz környéki fosztogatások miatt táborára éjjel rátámadnak és Thraszübuloszt a sátrában megölik.
- Athén növekvő hatalma miatt II. Artaxerxész perzsa nagykirály és a spártai II. Ageszilaosz szövetségre lép. Spárta a szicíliai Szürakuszai támogatását is elnyeri.

### Itália
- Rómában consuli jogkörű katonai tribunusok: Titus Quinctius Cincinnatus Capitolinus, Lucius Iulius Iulus, Lucius Lucretius Tricipitinus Flavus, Quintus Servilius Fidenas, Lucius Aquillius Corvus és Servius Sulpicius Rufus.

## Kultúra
- Platón - aki Szókratész megölése miatt hosszabb időre elhagyta Athént - I. Dionüsziosz türannosz sógorának, Dionnak meghívására Szürakuszaiba érkezik.
- Előadják Arisztophanész Plutosz c. komédiáját.

## Halálozások
- Thraszübulosz, athéni hadvezér

## Fordítás
- Ez a szócikk részben vagy egészben  a(z)   388 BC című angol Wikipédia-szócikk ezen változatának fordításán alapul.  Az eredeti cikk szerkesztőit annak laptörténete sorolja fel. Ez a jelzés csupán a megfogalmazás eredetét és a szerzői jogokat jelzi, nem szolgál a cikkben szereplő információk forrásmegjelöléseként.